# Spaniocentra gibbosa
Spaniocentra gibbosa är en fjärilsart som beskrevs av Louis Beethoven Prout 1911. Spaniocentra gibbosa ingår i släktet Spaniocentra och familjen mätare. Inga underarter finns listade i Catalogue of Life.